# Tizayuca
Tizayuca egy város Mexikó Hidalgo államának déli részén. 2010-ben lakossága meghaladta a 43 000 főt.

## Földrajz

### Fekvése
Tizayuca Mexikó középső, Hidalgo állam déli részén található egy sík területen, közvetlenül México állam határánál, közel a mexikóvárosi agglomerációhoz. Területe és környéke ma még viszonylag lazán beépített, de a népesség gyors növekedésével egyre több új utca és ház létesül a városban és közelében.

### Éghajlat
A város éghajlata meleg, nyáron és ősz elején csapadékos. Minden hónapban mértek már legalább 29 °C-os hőséget, de a rekord nem érte el a 38 °C-ot. Az átlagos hőmérsékletek a januári 12,9 és a májusi 19,4 fok között váltakoznak, ősztől tavaszig gyenge fagyok is előfordulnak. Az évi átlagosan 602 mm csapadék időbeli eloszlása nagyon egyenetlen: a júniustól szeptemberig tartó 4 hónapos időszak alatt hull az éves mennyiség mintegy 70%-a.
| Hónap                                   | Jan. | Feb. | Már. | Ápr. | Máj. | Jún. | Júl. | Aug. | Szep. | Okt. | Nov. | Dec. | Év   |
| --------------------------------------- | ---- | ---- | ---- | ---- | ---- | ---- | ---- | ---- | ----- | ---- | ---- | ---- | ---- |
| Rekord max. hőmérséklet (°C)            | 31,5 | 33,0 | 34,5 | 35,5 | 37,0 | 34,0 | 30,5 | 31,0 | 31,2  | 31,5 | 29,7 | 30,0 | 37,0 |
| Átlagos max. hőmérséklet (°C)           | 23,7 | 25,5 | 28,1 | 29,5 | 29,2 | 27,0 | 25,1 | 25,3 | 25,0  | 24,8 | 24,4 | 23,7 | 25,9 |
| Átlaghőmérséklet (°C)                   | 12,9 | 14,1 | 16,6 | 18,7 | 19,4 | 18,9 | 17,8 | 17,7 | 17,4  | 16,4 | 14,4 | 13,3 | 16,5 |
| Átlagos min. hőmérséklet (°C)           | 2,1  | 2,7  | 5,0  | 7,9  | 9,6  | 10,8 | 10,4 | 10,1 | 9,9   | 8,0  | 4,4  | 2,9  | 7,0  |
| Rekord min. hőmérséklet (°C)            | −6,5 | −4,5 | −2,6 | −1,0 | 1,8  | 3,0  | 3,5  | 2,5  | −0,5  | 0,0  | −6,6 | −5,0 | −6,6 |
| Átl. csapadékmennyiség (mm)             | 11   | 8    | 17   | 31   | 53   | 89   | 137  | 95   | 98    | 41   | 12   | 10   | 602  |
| Forrás: Servicio Meteorológico Nacional |      |      |      |      |      |      |      |      |       |      |      |      |      |

## Népesség
A település népessége a közelmúltban folyamatosan és gyorsan növekedett:
| Év   | Lakosság |
| ---- | -------- |
| 1990 | 22 419   |
| 1995 | 27 855   |
| 2000 | 33 182   |
| 2005 | 38 798   |
| 2010 | 43 250   |

## Története
Neve a navatl nyelvű Tizayocan kifejezésből származik, amelynek jelentése „hely, ahol krétát készítenek”. A keresztény hittérítést 1527-ben kezdték meg a Zempoala térségéből érkező ferencesek, az első templomok Pedro de Gante meghatalmazásával épültek fel. 1540-ben a közeli Tezontepec térségében felbukkantak az Ágoston-rendiek is, de ők Tizayucáig nem jutottak el. A helyi plébánia 1569-ben létesült, a 11 évvel korábban Spanyolországból érkezett Pedro Felipe plébános pedig egyúttal Tolcayuca és Tecama településeken is szolgált. Ebben az időben a települést egy Melchor Peñas nevű indián kacika kormányozta. Az új, ma is álló templom, amely akkor a Mexikóvárosi főegyházmegyéhez tartozott, 1617. augusztus 10-én készült el, első plébánosává Julián Vázquezt nevezték ki. Tizayuca község, mint közigazgatási egység 1826-ban jött létre.

## Turizmus, látnivalók, kultúra
A település fő építészeti értékei a 17. század elején épült plébániatemplom, a Huitzila városrészben található Assisi Szent Ferenc-kápolna, valamint a közeli Mogotes ranchón és a San Miguel haciendán levő több évszázados épületek és épületmaradványok. Tizayucában működik a Tetetzontlilco nevű múzeum, és három nemzeti hősnek (Miguel Hidalgo y Costilla, José María Morelos, Benito Juárez) is állítottak szobrot a településen.
Fő ünnepei, amelyeket február 2-án, valamint augusztus 6-tól kezdve nyolc napon át tartanak, a valláshoz kapcsolódnak, de magukon a rendezvényeken a programok között lovasbemutatók, kakasviadalok és tűzijáték is szerepelnek.